# Корпус королевских инженеров
Корпус королевских инженеров (англ. Corps of Royal Engineers), также известный под названиями Королевские инженеры (англ. Royal Engineers, сокращённо RE) и Сапёры (англ. Sappers) — род войск в составе Британской армии, представляющий собой по сути инженерные войска Великобритании. Во главе корпуса стоит лейтенант-генерал сэр Марк Манс — Главный королевский инженер и командующий Региональными силами. Штаб корпуса и Королевская школа военных инженеров расположены в Чатеме. В состав корпуса входят несколько полков, расквартированных в разных точках Великобритании и мира.

## История

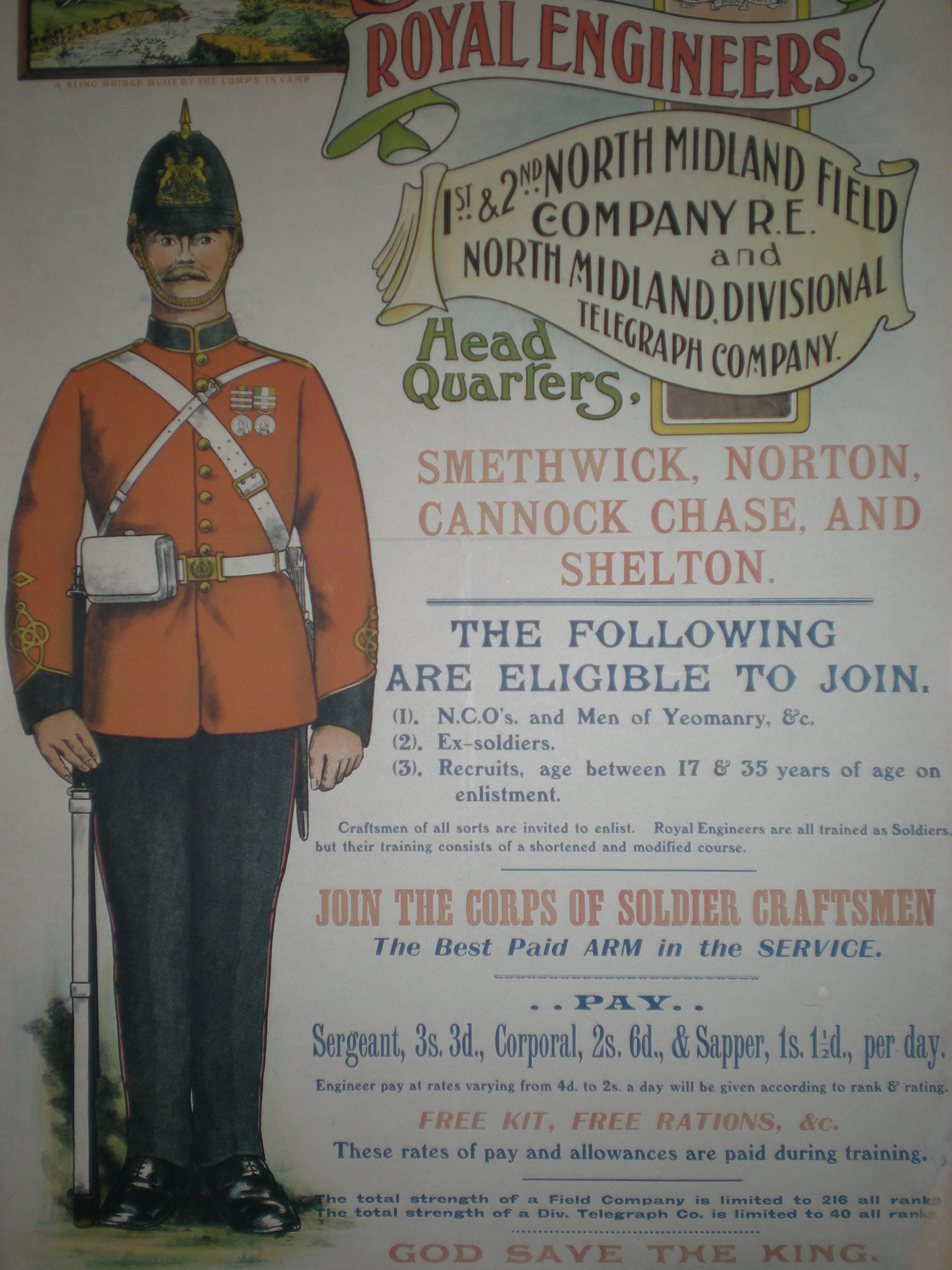
Вербовочный плакат Королевских инженеров

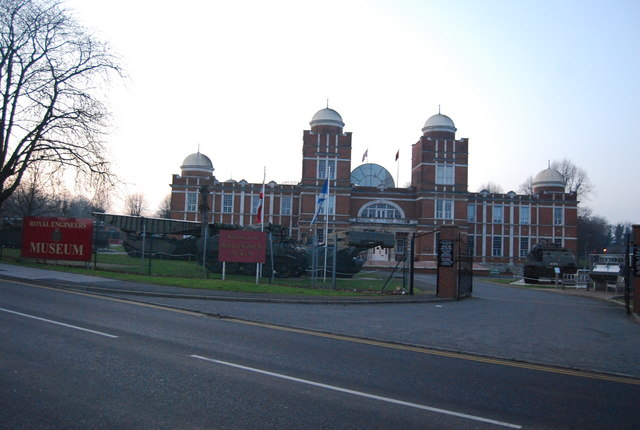
The Ravelin Building в Чатеме после переезда Королевской школы военной техники ныне занимают Институт и Музей Корпуса

Инженеры служат в армии Британской короны с XI века, с тех пор когда Вильгельм I Завоеватель привёз в Англию первых военных инженеров. Самым известным из них был епископ и архитектор Гандальф Рочестерский, который, в частности, по приказу короля Вильгельма построил в Лондоне Белую башню Тауэра — центральную и древнейшую сохранившуюся до наших дней часть лондонского Тауэра. Именно Гандальф Рочестерский считается «отцом Корпуса королевских инженеров». Однако, истоки современного Корпуса королевских инженеров, так же как и Королевской артиллерии, лежат в Палате вооружений, созданной в XV веке.
Официально Корпус королевских инженеров существует с 1716 года, когда в Вулвиче были сформированы Королевский полк артиллерии и Инженерный корпус Британской армии (англ. The Corps of Engineers British Army), состоящий исключительно из офицеров. Физические работы (рытьё траншей, строительство и ремонт фортификационных сооружений и мостов, минирование и подрыв) выполняли гражданские ремесленники и рабочие, законтрактованные так называемыми «Техническими компаниями» (англ. The Artificer Companies). С 1747 года офицерам Инженерного корпуса поручили также составление карт. В 1782 году для работ в Гибралтаре была образована «Солдатская техническая компания» (англ. Soldier Artificer Company), положив начало привлечению на военную службу рабочих. В 1787 году Инженерный корпус получил приставку Королевский и принял своё нынешнее название. В том же году был сформирован Корпус Королевских военных ремесленников (англ. Corps of Royal Military Artificers), состоящий из унтер-офицеров и рядовых, в то время как корпус инженеров по прежнему оставался офицерским. В 1797 году «Солдатская техническая компания» в Гибралтаре, которая все эти годы оставалась отдельной структурой, был поглощена корпусом, который в 1812 году был переименован в Корпус королевских сапёров и минеров (англ. Corps of Royal Sappers and Miners).
В 1800-х годах Королевские инженеры реализовали масштабную фортификационную программу, инициированную принцем Фредериком, герцогом Йоркским и Олбани, для защиты Британии от вторжения Наполеона. В её рамках были спроектированы и построены значительные укрепления на западных высотах у Дувра, башни Мартелло вдоль побережья Кента и Суссекса и Королевский военный канал между Сибруком вблизи Фолкстона и Клифф-Эндом недалеко от Гастингса.
В 1812 году из-за острой нехватки квалифицированных кадров для Корпусов королевских инженеров и сапёров было основано Учреждение королевских инженеров (англ. Royal Engineer Establishment). Его первым директором стал майор Корпуса Чарльз Пасли. Школу разместили в Чатеме. В 1868 году переименовано в Школу военной техники, а современное название — Королевская школа военной техники (англ. Royal School of Military Engineering, RSME) получило в 1962 году.
В 1832 году девизом корпуса стало латинское выражение «Повсюду! Ведомые правом и славой!» (лат. Ubique! Quo Fas et Gloria Ducunt; англ. Everywhere That Right And Glory Lead). Девиз символизировал участие корпуса во всех крупных войнах и почти во всех конфликтах с участием Великобритании и британской армии.
В 1855 году Палата вооружений была распущена и Королевские инженеры, Королевские сапёры и минёры, а также Королевская артиллерия были переданы в ведение Главнокомандующего британской армии, таким образом объединившись с остальной частью армии. В следующем году, Королевские инженеры и Королевские сапёры и минёры стали единым Корпусом королевских инженеров, и их штаб-квартира была перемещены из Королевского арсенала в Вулидже в Чатем (Кент).
Во время Крымской войны (1853—1856) Корпус королевских инженеров начинает заниматься обустройством для армейских нужд телеграфных линий, а позже и сигнальной системы оповещения. Тогда же, в 1850-х годах, при корпусе появляются водолазные подразделения. В 1862 году в Корпус королевских инженеров включают офицеров и рядовых из инженерных подразделений Армий президентств, ранее подчинявшиеся Британской Ост-Индской компании.
В 1870 году в составе Корпуса появился Телеграфный отряд (англ. Telegraph Troop). Позже отряд был преобразован в Телеграфный батальон Королевских инженеров (англ. Telegraph Battalion Royal Engineers), затем в Службу связи Королевских инженеров (англ. Royal Engineers Signals Service), а в 1920 году стал независимым Королевским корпусом связи.

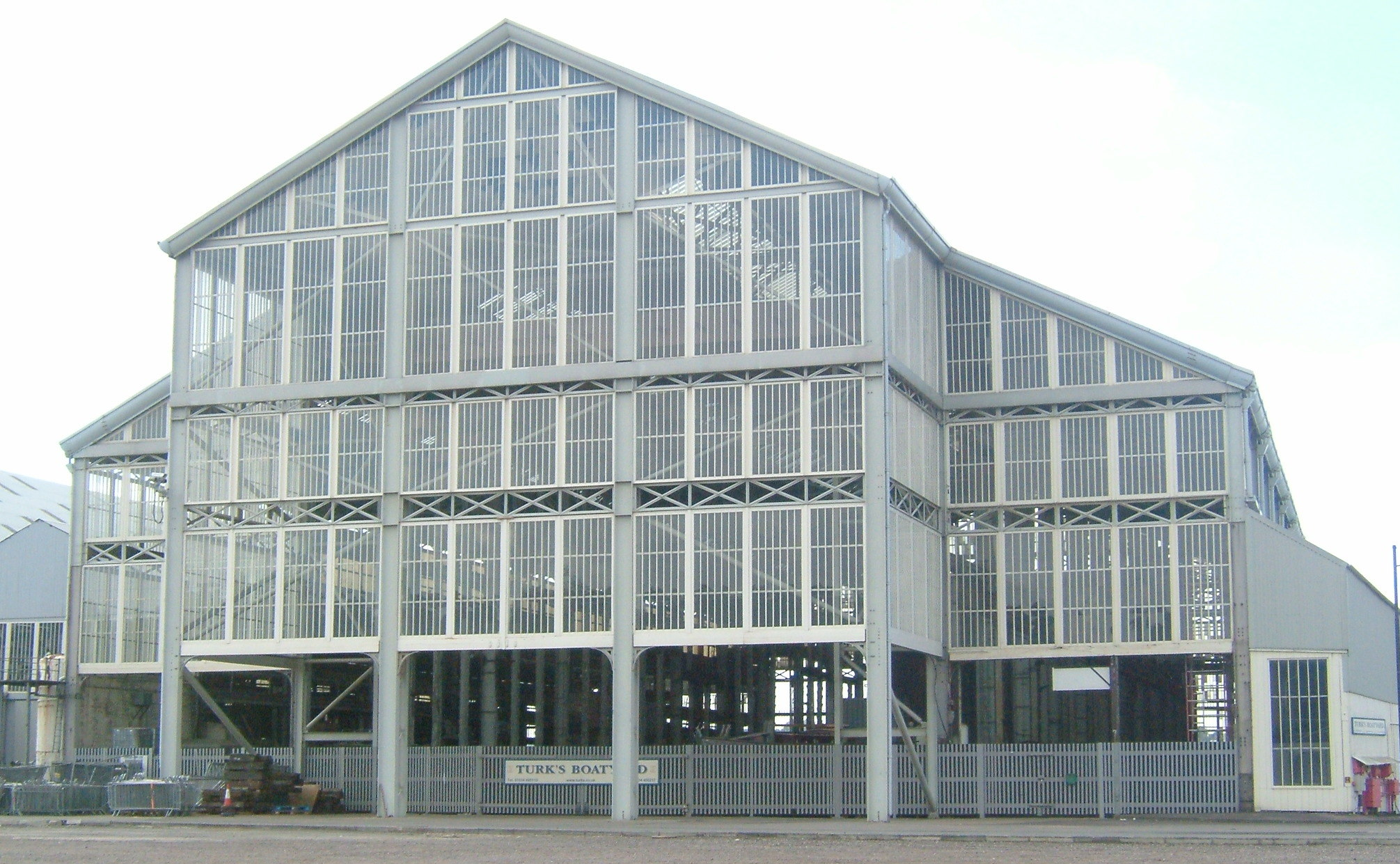
7-й слип Королевской военно-морской верфи в Чатеме, спроектированный полковником Корпуса Годфри Грином

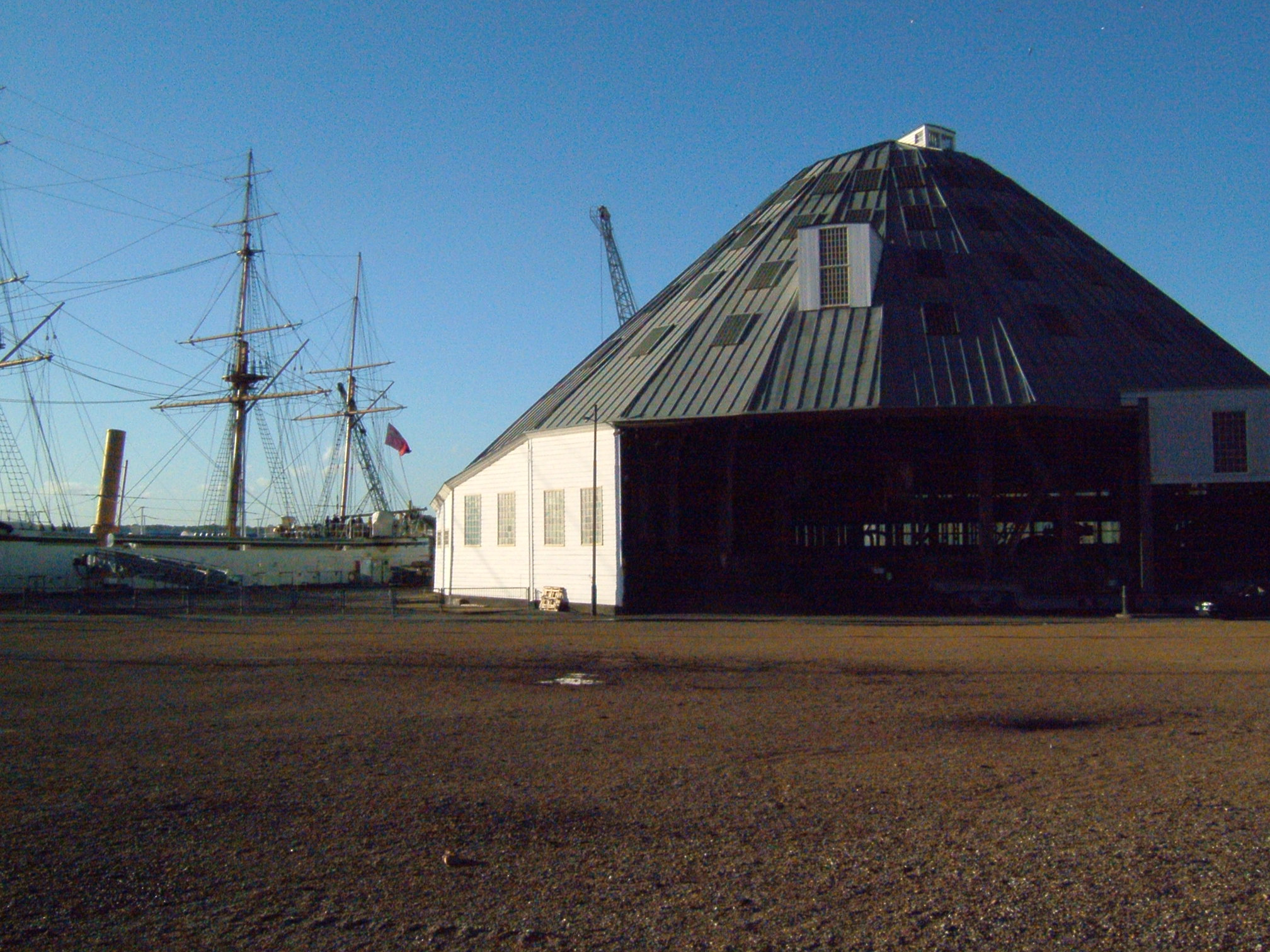
3-й слип Королевской военно-морской верфи в Чатеме, спроектированный и построенный Корпусом

В 1875 году при Корпусе был создан Институт Королевских инженеров (англ. Institution of Royal Engineers). Ныне это учреждение находится в одном здании с Музеем Королевских инженеров, на территории Королевской школы военной техники в Бромптоне (Кент).
В 1873 году капитан Королевских инженеров Генри Брандрет был назначен директором Департамента архитектуры и гражданского строительства, позже он возглавил Департамент работ Британского Адмиралтейства. После этого назначения многие офицеры Корпуса надзирали за инженерными работами на военно-морских верфях в различных частях мира. Капитан Корпуса Томас Моулд разработал проект железной крыши на стропилах для покрытия 4-го, 5-го и 6-го слипов Королевской военно-морской верфи в Чатеме. Полковник Королевских инженеров Годфри Грин, ранее служивший в Бенгальском корпусе сапёров и шахтёров, спроектировал 7-й слип, а позже руководил его возведением. В 1886 году майор Корпуса Генри Пилкингтон был назначен Руководителем строительства Королевской военно-морской верфи в Чатеме, позднее он был директором по инженерии в Адмиралтействе (1890 год) и Главным инженером Naval Loan Works, где он отвечал за расширение всех основных верфей Королевского флота, как в Англии, так и за её пределами.
В 1882 году было образовано Почтовое отделение корпуса. В 1884 году создан Телеграфный резерв Королевских инженеров (англ. Royal Engineers Telegraph Reserve). В 1913 году оба подразделения объединены в Специальный резерв (Почтовая секция) Королевских инженеров (англ. Royal Engineers (Postal Section) Special Reserve). Позже Специальный резерв был преобразован в Оборонную почтовую и курьерскую службу (англ. Defence Postal and Courier Service), которая оставалась частью Корпуса королевских инженеров до формирования в 1993 году Королевского логистического корпуса.
В 1911 году при Корпусе был сформирован свой Воздушный батальон, насчитывавший в своих рядах 14 офицеров и 150 рядовых, первое лётное подразделение Британских вооружённых сил, ставший предвестником Королевского лётного корпуса и Королевских военно-воздушных сил.
В 1915 году в условиях «окопной войны» и в ответ на немецкие действия против британских укреплений при Корпусе формируются туннельные роты (англ. tunnelling companies) — специальные подразделения, занимавшиеся подрывом немецких укреплений. Общая численность служащих туннельных команд доходила до 35 тысяч человек. Составляли их в основном из опытных угольщиков, благодаря чему британцы смогли значительно опередить немцев в скорости рытья туннелей. 7 июня 1917 года британские инженеры положили начало Мессинской операции, подорвав у бельгийского города Месен 19 зарядов общим весом более 450 тонн. В результате подрыва своих укреплений Рейхсвер потерял до 10 000 человек. Этот взрыв до сих пор остаётся одним из самых мощных рукотворных неядерных взрывов в истории человечества. В 1917 году туннельные команды начинают обустраивать глубокие землянки для защиты войск от артиллерийских обстрелов.
Перед началом Второй мировой войны новобранцы Корпуса должны были быть ростом не менее 5 футов 4 дюймов (162,56 см) или 5 футов 2 дюйма для конных отделений (157,48 см). Солдат зачисляли на службу в Корпус на шесть лет с цветами и ещё на шесть лет в запасе или четыре года и восемь лет. В отличие от большинства корпусов и полков, в которых верхний возрастной предел был 25, мужчины могли поступить на службу в Королевские инженеры до 35 лет. Обучение новобранцы проходили в Королевском инженерном депо (англ. Royal Engineers Depot) в Чатеме или Королевском инженерном конном депо (англ. Royal Engineers Mounted Depot) в Олдершоте.

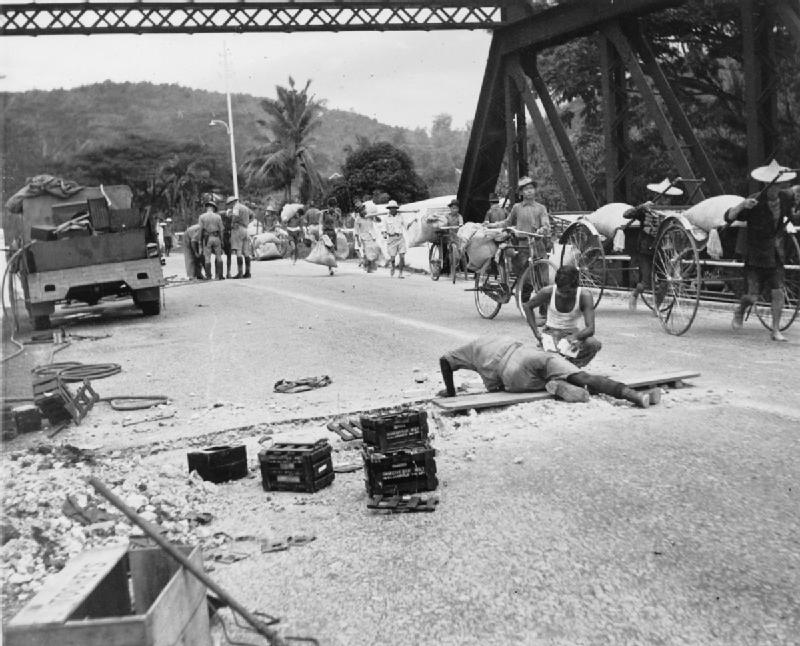
Сапёры готовят к сносу мост в Малайе

Во время Второй мировой войны Королевские инженеры занимались разминированием, строительством мостов, в том числе понтонных и т. д. Во многом благодаря корпусу удачно прошла высадка союзных войск в Нормандии 6 июня 1944 года.
Вплоть до 1965 года Корпус королевских инженеров отвечал за железнодорожный и внутренний водный транспорт Британской армии, портовые операции и управление движением, пока эти функции не были переданы новому Королевскому корпусу транспорта.

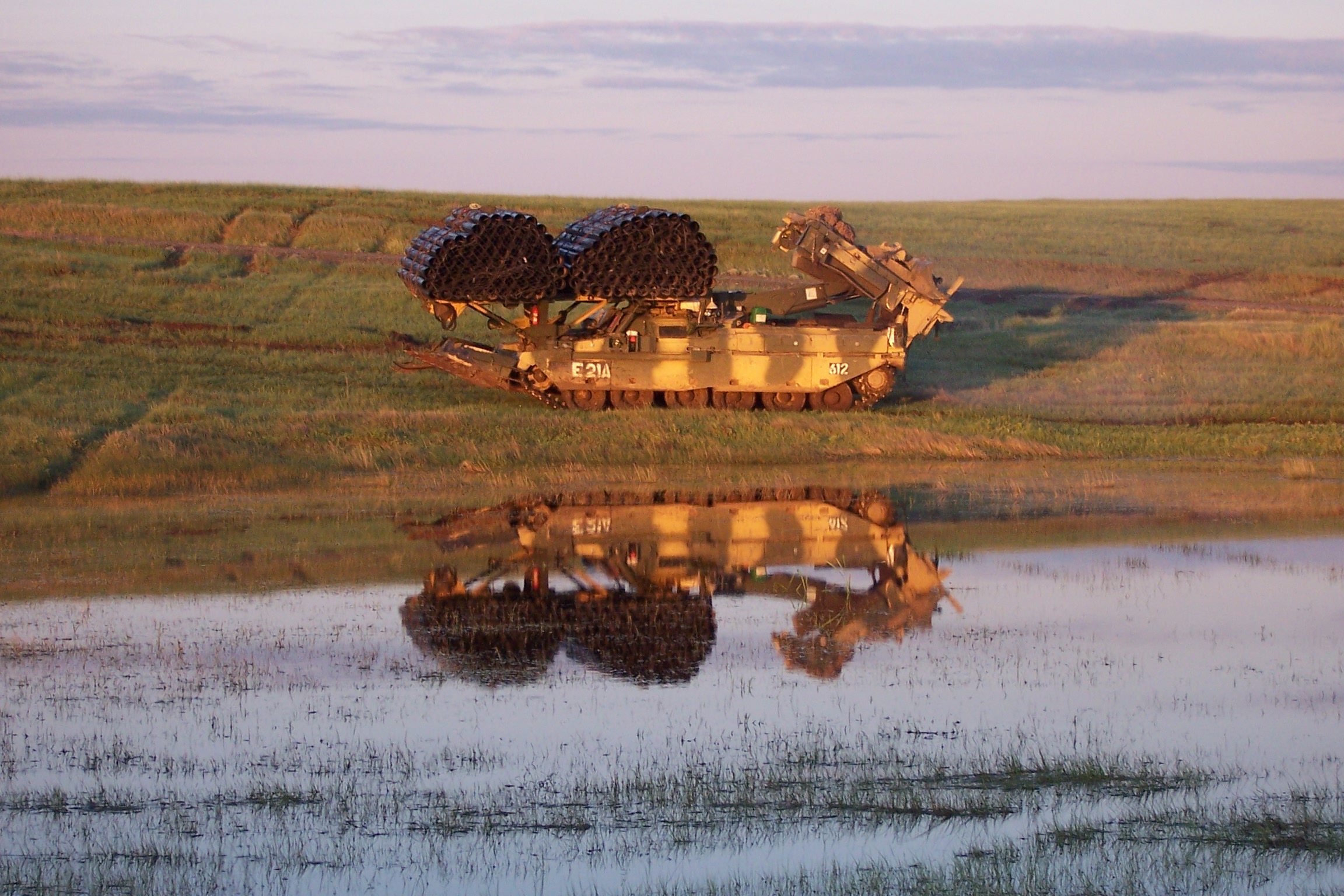
Бронированная военно-инженерная машина, Канада

## Значительные сооружения
После того как Британия стала империей, Королевским инженерам довелось участвовать в возведении многих «гражданских» сооружений на разных континентах. Некоторые примеры наиболее значимых сооружений эпохи империи можно найти в книге Эй Джей Смитерса (A. J. Smithers) Honourable Conquests.
В Британской Колумбии Королевские инженеры под командованием Ричарда Клемента Муди построили Нью-Уэстминстер, первую официальную столицу новой колонии, и обширную сеть дорог, в том числе Kingsway, внеся большой вклад в развитие недавно образованной колонии. После расформирования Колумбийского отряда Королевских инженеров, большинство военнослужащих решили остаться в колонии.
Королевские инженеры капитан Френсисом Фоук и генерал-майор Генри Янг Скотт спроектировали Королевский Альберт-холл является одно из самых известных зданий Великобритании, узнаваемое во всем мире.
Большая часть инфраструктуры британской Индии, часть которой действует до сих пор, была создана инженерами армий трёх Президентств, на которые делились территории в Индии и находившиеся под управлением Британской Ост-Индской компании, и Королевскими инженерами. Лейтенант (позже генерал и сэр) Артур Томас Коттон проектировал и руководил большей частью ирригационных работ на реке Кавери, обеспечив в конце 1820-х годов водой рисовые посевы в районах Танджор и Тричинополи. В 1840-х годах он спланировал проект ирригации дельты реки Годавари и сделал порт Какинада пригодным для судоходства. В 1983 году правительство Индии установило в Восточном Годавари статую в его честь.
В 1826—1832 годах Королевские инженеры под руководством подполковника Джона Бая построили канал Ридо, соединивший Оттаву и Кингстон. Построенный на случай войны с США, чтобы обеспечить безопасность коммуникаций на пути между Монреалем и британской военно-морской базой в Кингстоне, он продолжает функционировать по сей день с использованием многих исходных сооружений. В 2007 году канал Ридо был включён в список Всемирного наследия ЮНЕСКО как произведение творческого гения человека.
Главным инженером при строительстве Гангского канала (1842—1854) был королевский инженер полковник сэр Колин Скотт-Монкриефф. Позже Скотт-Монкриефф был заместителем государственного секретаря общественных работ в Египте, где руководил заградительными и ирригационными работами на Ниле в Нижнем Египте.

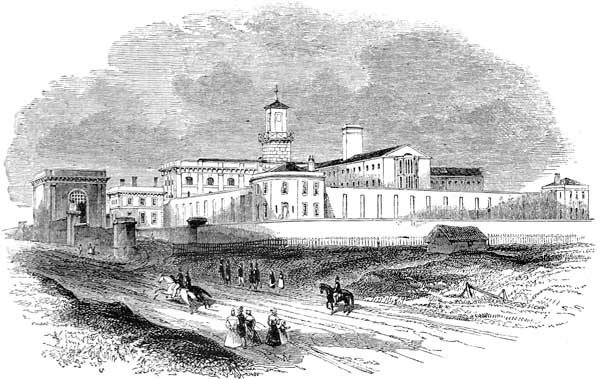
Пентонвильская тюрьма, спроектированная капитаном Королевских инженеров Джошуа Джеббом

В 1840—1842 годах по проекту капитана Королевских инженеров Джошуа Джебба была построена Пентонвильская тюрьма. Проектируя тюрьму, Джебб ввёл ряд новшеств, такие как отдельные камеры с отоплением, вентиляцией и канализацией.
Топографический уровень Эбни (ручной уровень с клинометром), используемый при межевании земель, изобрёл в 1870-х годах английский астроном и химик Уильям де Уайвлесли Эбней, капитан Корпуса королевских инженеров, во время преподавания в Королевской школе военных инженеров в Чатеме.

### Картография
Королевские инженеры много занимались картографированием, в частности, определили границы ряда государств, действуя как от имени британского правительства, так и по поручению также иностранных государств. В частности, члены Корпуса определили границы Канады и США (1839 и 1858), Российской и Османской империй (1856 и 1857), Княжества Болгария (1878), Королевства Греции и Османской империи (1880), Российской империи и Эмирата Афганистан (1884), Британской Индии и Эмирата Афганистан (1894), Чили и Аргентины (1902), Перу и Боливии (1911).
Избирательная реформа 1832 года потребовала уточнения границ населённых пунктов Англии и Уэльса. Сбором статистической информации и определением новых границ руководили лейтенанты Корпуса королевских инженеров Доусон и Томас Друммонд.

## Профессии

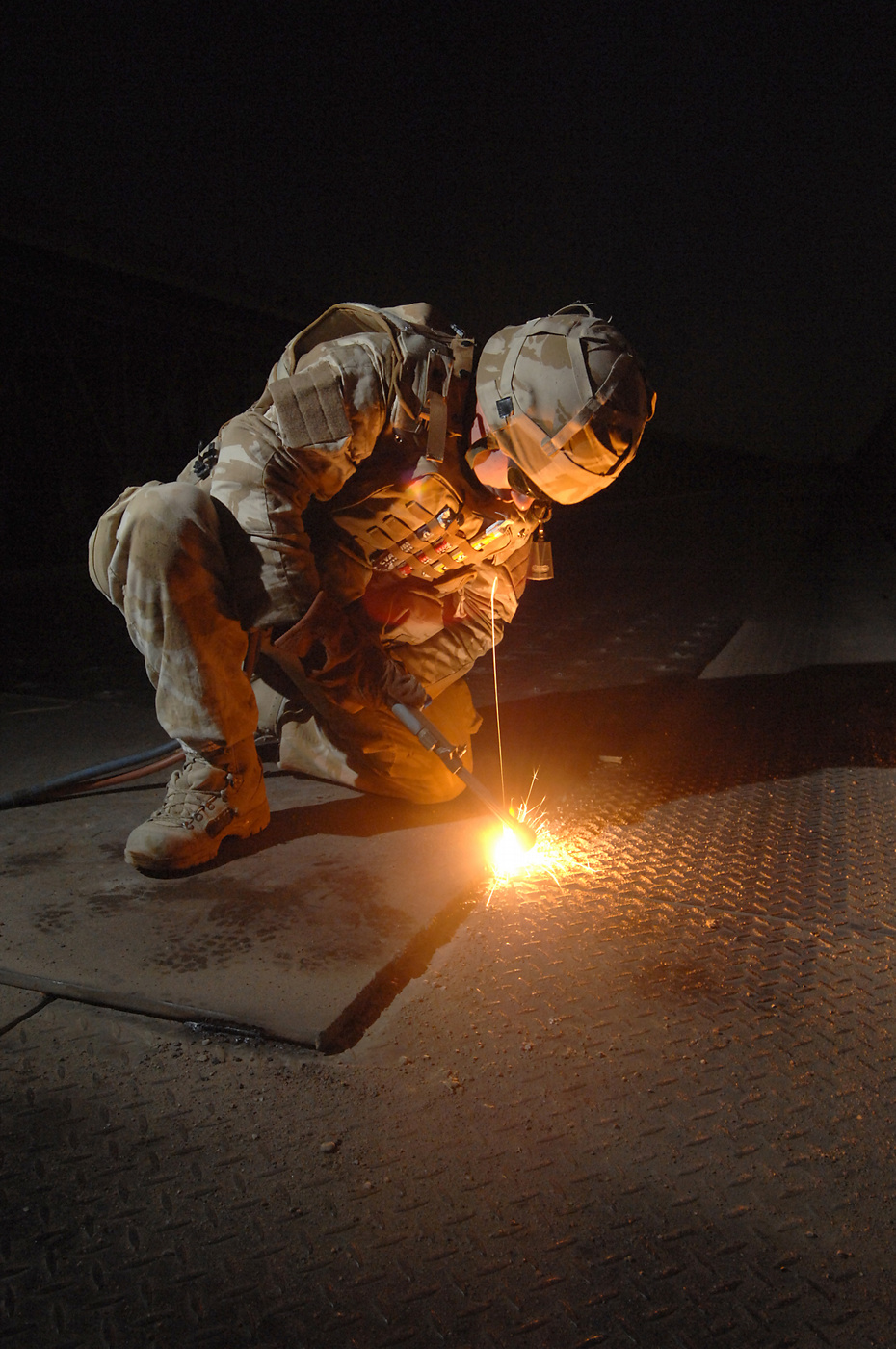
Сапёр-сварщик за работой, Ирак

Все военнослужащие Корпуса королевских инженеров обучаются инженерному и сапёрному делу. Все сержанты и сапёры (рядовые) также имеют другую профессию. Список вторых профессий рядовых и сержантов Корпуса включает в себя такие как, специалист по кондиционированию, электрик, слесарь, механик, сантехник, каменщик, штукатур/маляр, плотник/столяр, сварщик, техник строительных материалов, чертёжник, специалист технической поддержки географической службы, инженер-геодезист, инженер-бронетехник, водитель, ИТ-инженер, инженер-специалист по логистике, инженер по машинам-амфибиям, специалист по обезвреживанию взрывных устройств, водолаз. Они могут также осуществлять отбор и обучение специалистов, квалифицированных как коммандос или военные парашютисты. Женщины имеют право работать по любой инженерной специальности в Корпусе.

## Подразделения

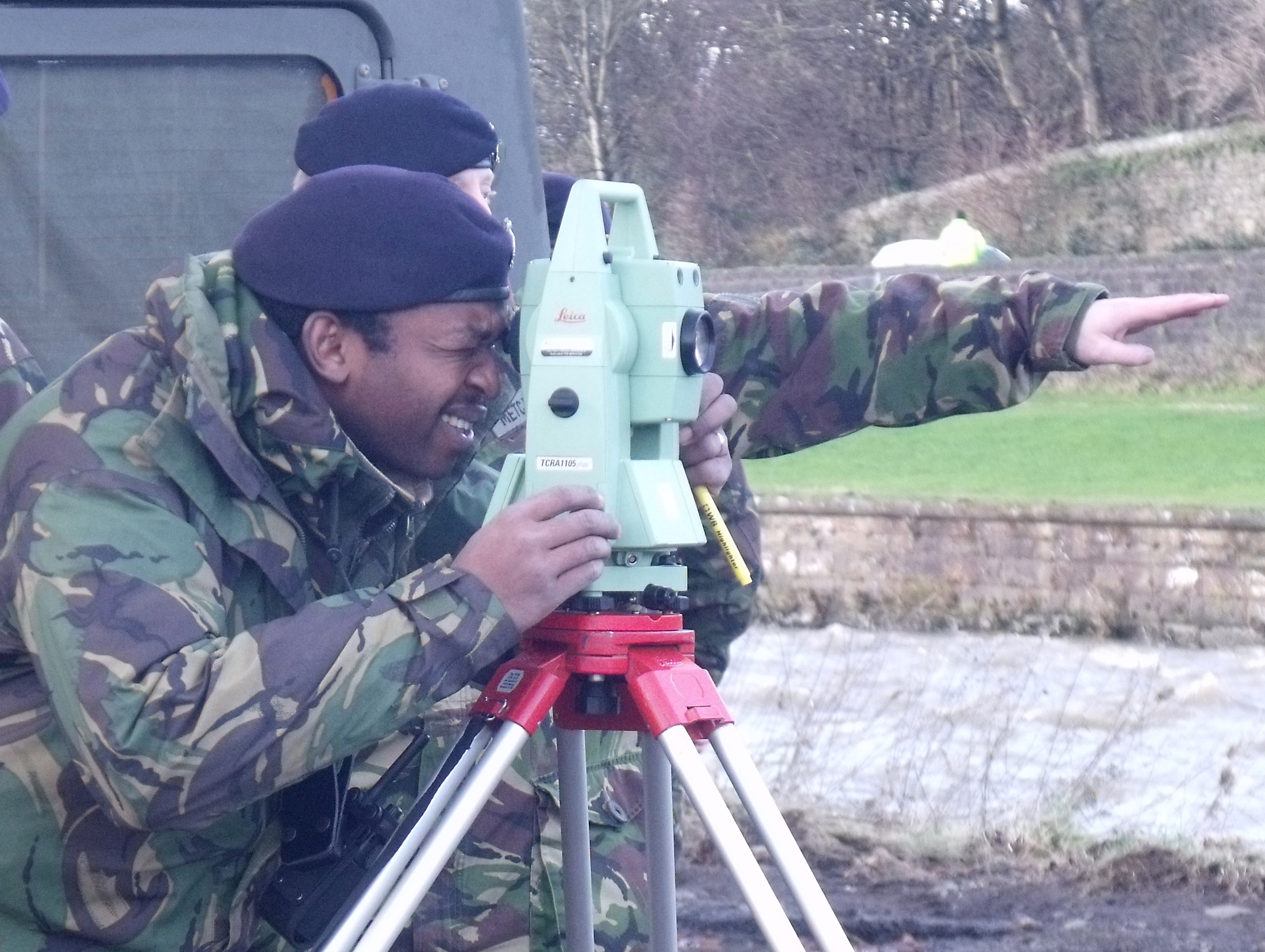
Геодезисты Корпуса королевских инженеров в Европе

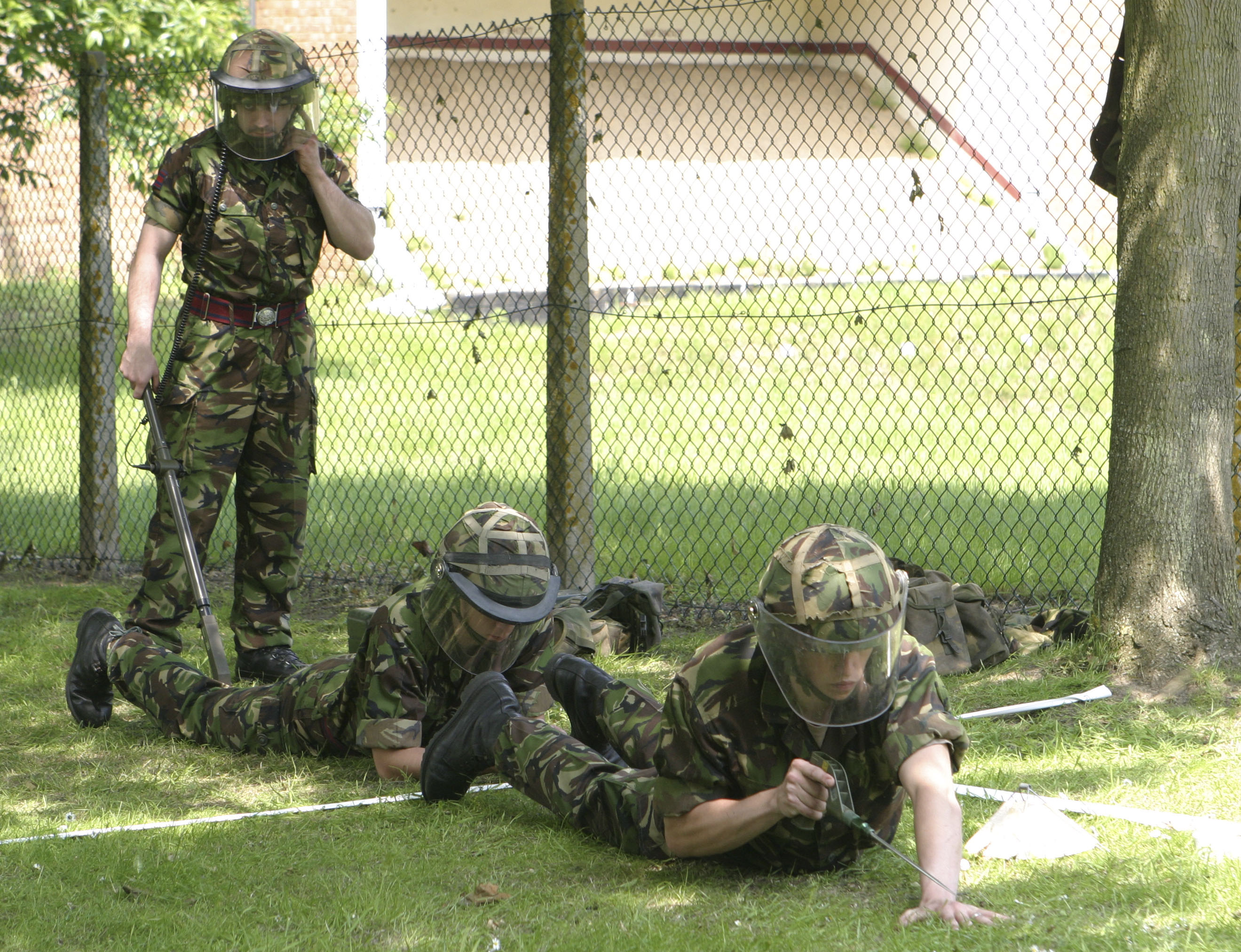
Бойцы 20-й полевой эскадрильи 36-го инженерного полка обучаются разминированию

В составе корпуса находится 8-я инженерная бригада. В неё входят 4 группы, в том числе, 3 инженерные:
- 12-я инженерная группа (21-й, 32-й, 36-й и 39-й инженерные полки)[33]
- 25-я инженерная группа (22-й, 26-й и 35-й инженерные полки)
- 170-я инфраструктурная инженерная группа (7 рабочих групп, в том числе, в штаб-квартире)[34]
- 29-я группа обезвреживания боеприпасов и поиска (11-й, 33-й и 101-й инженерные полки, а также 1-й полк военно-служебных собак)[35]

Другие подразделения:
- 23-й парашютный инженерный полк (входит в состав 16-й десантно-штурмовой бригады)[36]
- 24-й инженерный полк специального назначения (входит в состав 3-й бригады коммандос)[37]
- 42-й инженерный полк (географический)[38]
- 5 полков резервистов[англ.] (71, 75-й и 101-й (Лондонский) инженерные полки, а также ветеранский Королевский Монмутширский полк Королевских инженеров и Резервный полк минёров)
- Корпус инженерно-логистического персонала[англ.] (волонтёрский)[39]
- Ноттингемширский оркестр Королевских инженеров.[40]

### Королевская школа военной техники

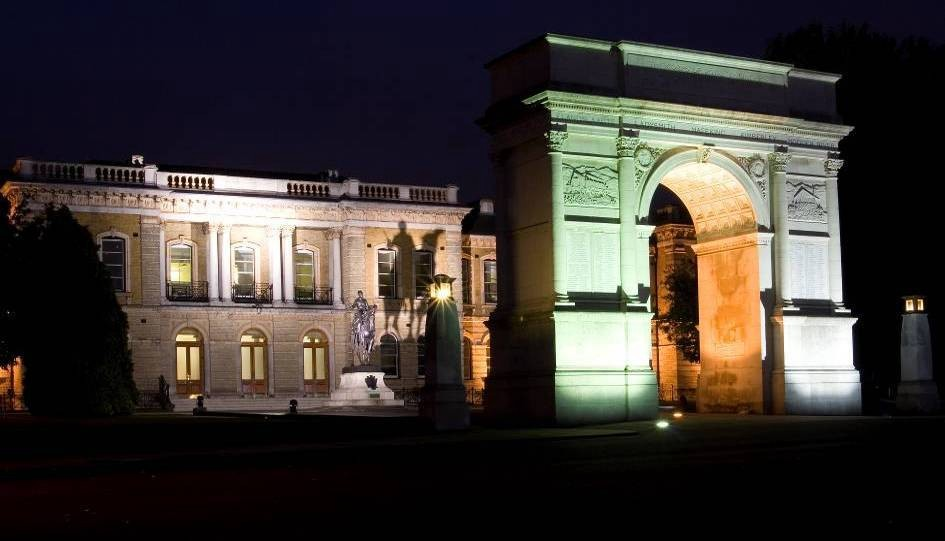
Штаб-квартира Королевской школы военной техники

Королевская школа военной техники — центр Британской армии по обучению передовому опыту в областях военно-технических проблем, обезвреживания боеприпасов и противодействия терроризму. Расположена в нескольких местах (Чатем в Кенте, Кэмберли в Суррее и Бистер в Оксфордшире). Включает 2 инженерные школы (Боевую и Строительную), Крыло военного дела (создано в результате слияния Командного и Инженерно-тактического крыльев), школу минёрного дела, Национальный поисковый центр, Армейский тренировочный центр, Группу обучения водолазов и Оркестр Корпуса королевских инженеров (является частью Музыкального корпуса Армии, но носит униформу королевских инженеров).

## Награды
За всю историю Корпуса королевских инженеров 37 его служащих были награждены Крестом Виктории, самой высокой и наиболее престижной наградой Великобритании за храбрость перед лицом врага. Из них 16 человек были награждены во время Первой мировой войны, 8 во время Крымской войны и по 2 человека во время Второй мировой и Второй англо-бурской. Среди них:
- Лэно Джордж Хоукер (погиб 23 ноября 1916 года), лётчик-ас Первой мировой войны, сбивший 7 самолётов врага.[b]
- сержант Томас Фрэнк Дюррант (погибший 28 марта 1942 года во время рейда на Сен-Назер), единственный кавалер Креста Виктории, получивший его за боевые действия на море по рекомендации командующего противников;
- сэр Филипп Ним (1888—1978), генерал-лейтенант, участник Первой и Второй мировых войн, во время последней попал в плен, но сумел сбежать.

## Галерея

Флаг на воротах лагеря Королевских инженеров
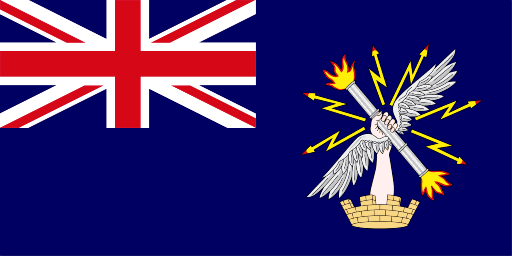
Флаг с эмблемой Королевских инженеров
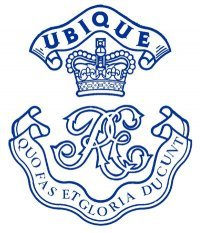
Монограмма Корпуса королевских инженеров

## Комментарии
1. ↑  Другие варианты перевода, встречающиеся в русскоязычных источниках: Артиллерийское управление, Артиллерийский совет, Совет по артиллерии
2. ↑  На момент гибели и награждения был пилотом Королевского лётного корпуса